# Nikołaj Uczikow
Nikołaj Uczikow (ur. 13 kwietnia 1986 w Pazardżiku) – bułgarski siatkarz, grający na pozycji atakującego, reprezentant Bułgarii. 

## Sukcesy klubowe
Puchar Bułgarii:
- 2005, 2007, 2018, 2024[3]

Liga bułgarska:
- 2005, 2006, 2009, 2019
- 2007, 2022[4]

Liga włoska Serie A2:
- 2012

Klubowe Mistrzostwa Świata:
- 2012[5]
- 2015[6]

Puchar Włoch:
- 2013

Liga włoska:
- 2013

Puchar Mistrza:
- 2014, 2016, 2017

Puchar ACLAV:
- 2015, 2019

Klubowe Mistrzostwa Ameryki Południowej:
- 2015
- 2020
- 2016, 2017

Liga argentyńska:
- 2015, 2016
- 2017

Puchar Grecji:
- 2018

Liga grecka:
- 2018

## Nagrody indywidualne
- 2012: Najlepszy atakujący Serie A2
- 2015: MVP Klubowych Mistrzostw Ameryki Południowej
- 2016: MVP w finale o Mistrzostwo Argentyny